# La mujer fantasma
La mujer fantasma (Topper Returns) es una película dirigida por Roy Del Ruth en 1941. También es conocida como El regreso de Topper.

## Sinopsis
La joven Ann Carrington llega junto a su amiga Gail Richards a la mansión donde vive su anciano padre, a quien hace muchos años que no ve. Ann heredará la mansión en pocos días, al cumplir su mayoría de edad, tal y como dispone el testamento de su difunta madre, quien, según le cuenta su padre, murió al poco de nacer ella a causa del derrumbe de una mina de Sumatra que visitaba junto a él y un socio de éste, Walter Harold. Pero tras varios misteriosos accidentes que casi acaban con la vida de Ann, es finalmente Gail, al ser confundida con su amiga, quien resulta asesinada. Su fantasma, con la ayuda de un vecino de la mansión, Cosmo Topper, tratará de resolver su propio asesinato. Con el cadáver de Gail misteriosamente desaparecido, la policía trata infructuosamente de poner en claro el asunto. Serán finalmente el fantasma de Gail y Cosmo quienes descubran que en realidad, el padre de Ann también murió junto a su esposa en el derrumbamiento de la mina, y que su socio Walter Harold es quien se hace pasar por el señor Carrington, para así tratar de eliminar a Ann y quedarse él con la herencia.

## Contexto
La mujer fantasma forma parte de una serie de películas basadas en los personajes creados por el novelista Thorne Smith.
- La pareja invisible (Topper), de 1937. Con Billie Burke y Roland Young como los Topper y Constance Bennett y Cary Grant como los fantasmas.
- Topper Takes a Trip, de 1938, dirigida, como la anterior, por Norman Z. McLeod. Con los mismos actores, excepto Cary Grant.
- La mujer fantasma, de 1941.
- Topper, de 1953-1955. Con Lee Patrick y Leo G. Carroll como los Topper. Adaptación en forma de serie para televisión.
- Topper Returns, de 1973. Telefilm dirigido por Hy Averback, con Roddy McDowall como Cosmo Topper, Jr.
- Topper, de 1979. Telefilm dirigido por Charles S. Dubin, con Rue McClanahan y Jack Warden como los Topper.

## Reparto

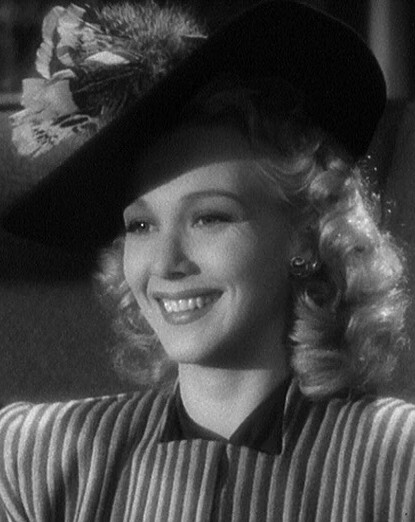
Carole Landis en parte de un fotograma de la película.

| Actor                      | Personaje                           |
| -------------------------- | ----------------------------------- |
| Joan Blondell              | Gail Richards                       |
| Roland Young               | Cosmo Topper                        |
| Carole Landis              | Ann Carrington                      |
| Billie Burke               | La señora Topper                    |
| Dennis O’Keefe             | Bob, el taxista                     |
| Patsy Kelly                | Emily, la doncella                  |
| H. B. Warner               | El señor Carrington / Walter Harold |
| Eddie "Rochester" Anderson | Eddie, el chófer                    |
| George Zucco               | Doctor Jeris                        |
| Donald MacBride            | Sargento Roberts                    |
| Rafaela Ottiano            | Lillian, el ama de llaves           |
| Trevor Bardette            | Rama, el mayordomo                  |

- Datos: Q1332634
- Multimedia: Topper Returns / Q1332634